# Lignano Sabbiadoro
Lignano Sabbiadoro – miejscowość i gmina we Włoszech, w regionie Friuli-Wenecja Julijska, w prowincji Udine.
Według danych za rok 2014 (stan na 31 grudnia 2014) zamieszkiwało 6883 osób.
Miasto jest jednym z najważniejszych kurortów północnego Adriatyku. W ostatnich kilkudziesięciu latach powstało tutaj niespełna 200 różnej klasy hoteli. Kurort nazywający się w przeszłości Lignano z przyczyn marketingowych zmienił nazwę na Lignano Sabbiadoro, co w dosłownym tłumaczeniu oznacza Lignano Złote Piaski. W centrum znajduje się 8 km linia szerokich, piaszczystych plaż podzielona na 40 stref. Zabudowa hotelowa i apartamentowa powstała wzdłuż linii plaż oraz wokół głównego miejskiego deptaku. Miasto dzieli się na trzy dzielnice: Lignano Sabbiadoro, Lignano Pineta i Lignano Riviera.

## Współpraca
- Eisenstadt, Austria
- Ketchum, Stany Zjednoczone